# Ginban Kaleidoscope
Ginban Kaleidoscope (銀盤 カレイドスコープ?, Ginban Kareidosukōpu, lett. "Il caleidoscopio della pista da pattinaggio") è una serie di light novel scritta da Rei Kaibara e illustrata da Hiro Suzuhira. Ne è anche stato tratto un manga illustrato da Jun Hasegawa e un anime della prima parte della storia nel corso del 2005. La serie ha vinto il Grand Prize al secondo Super Dash Novel Rookie of the Year Award.

## Trama
Tazusa Sakurano è una ragazza giapponese di 16 anni che cerca di partecipare alle olimpiadi di pattinaggio di figura. Durante la qualificazione dei giochi di Montréal, Canada, cade durante l'esecuzione di un triplo Lutz e perde conoscenza. Nel frattempo, Pete Pumps, uno stunt canadese, muore in un incidente aereo per problemi tecnici. Il fantasma del ragazzo entra involontariamente nel corpo di Tazusa, ma vi potrà rimanere solo per 100 giorni.

## Personaggi
Tazusa Sakurano (桜野タズサ?, Sakurano Tazusa)
Una pattinatrice di figura giapponese, ha 16 anni ed è conosciuta per la lingua affilata: non è in buoni rapporti con la stampa e il pubblico per il suo comportamento freddo. Il suo obiettivo è partecipare alle Olimpiadi invernali di Torino, in Italia. All'inizio della serie, viene posseduta dal fantasma di Pete Pumps: all'inizio lo odia, ma poi accetta la presenza del ragazzo nella sua vita e se ne innamora. Quando si annoia, si addormenta, ma non riesce mai a prendere sonno la notte prima di una gara. Inizialmente, Tazusa è una ragazza fredda e scontrosa. Non ha molti amici e vive con l'allenatore e la sorella. Però, dopo aver trascorso del tempo con Pete, cambia e apre il suo cuore, specialmente a scuola, dove Pete l'aiuta negli esami. Inizia anche a diventare più espressiva nelle sue esibizioni.
Pete Pumps (ピート・パンプス?, Piito Panpusu)
Uno stunt canadese morto in un incidente aereo, diventa un fantasma e deve aspettare cento giorni prima di poter andare in Paradiso e inavvertitamente prende possesso del corpo di Tazusa. A Pete piace Tazusa e cerca di aiutarla a migliorare la sua immagine pubblica e riesce a farla selezionare per le Olimpiadi. Non è mai geloso del reporter Kazuya Nitta, per il quale Tazusa sembra avere una cotta. Nella prima fase dell'esibizione alle Olimpiadi, Pete bacia Tazusa, poi, durante la loro ultima esibizione, la bacia di nuovo sotto forma di fantasma.
Kyoko Shito (至藤響子?, Shitō Kyōko)
Una delle rivali di Tazusa, è la favorita per partecipare alle Olimpiadi. È calma e non ama rischiare.
Yuji Takashima (高島優司?, Takashima Yūji)
L'allenatore di Tazusa, vede il bello di tutti. Tazusa e sua sorella vivono con lui dopo il divorzio dei genitori. Alla fine della serie, si sposa.
Kazuya Nitta (新田一也?, Nitta Kazuya)
Un reporter freelance, ha una cotta segreta per Kyoko e cerca di aiutare Tazusa nella sua battaglia contro i mass media.
Yoko Sakurano (桜野ヨーコ?, Sakurano Yōko)
La sorella minore di Tazusa, nelle light novel pattina anche lei.
Mika Honjo (本城ミカ?, Honjō Mika)
La migliore amica di Tazusa, disegna tutti i suoi abiti per le esibizioni.
Yukie Mishiro (三代雪絵?, Mishiro Yukie)
Donna della Federazione Giapponese di Pattinaggio, tratta male Tazusa perché non sfrutta il suo potenziale.
Dominique Miller (ドミニク・ミラー?, Dominiku Mirā)
Una delle rivali di Tazusa, è americana.
Ria Garnet Juiltyve (リア・ガーネット・ジュイティエフ?, Ria Gānetto Juiteifu)
Una pattinatrice di figura russa nota a livello mondiale, è la favorita per l'oro alle Olimpiadi.

## Light novel
La light novel, scritta da Rei Kaihara e illustrata da Hiro Suzuhira, è stata pubblicata solo in Giappone dalla Shueisha.
1. Ginban Kaleidoscope Short Program: Road to dream (銀盤カレイドスコープ vol.1: ショート・プログラム：Road to dream?) - 25 giugno 2003, ISBN 4-08-630132-6
2. Ginban Kaleidoscope Free Program: Winner takes all? (銀盤カレイドスコープ vol．2: フリー・プログラム：Winner takes all？?) - 25 giugno 2003, ISBN 4-08-630133-4
3. Ginban Kaleidoscope Pair Program: So shy too-too princess (銀盤カレイドスコープ vol．3: ペア・プログラム：So shy too-too princess?) - 3 gennaio 2004, ISBN 4-08-630167-9
4. Ginban Kaleidoscope Little Program: Big sister but sister (銀盤カレイドスコープ vol．4: リトル・プログラム：Big sister but sister?) - 25 febbraio 2004, ISBN 4-08-630224-1
5. Ginban Kaleidoscope Rookie Program: Candy candy all my rules (銀盤カレイドスコープ vol．5: ルーキー・プログラム：Candy candy all my rules?) - 22 settembre 2005, ISBN 4-08-630255-1
6. Ginban Kaleidoscope Double Program: A long, wrong time ago (銀盤カレイドスコープ vol．6: ダブル・プログラム：A long, wrong time ago?) - 25 novembre 2005, ISBN 4-08-630267-5
7. Ginban Kaleidoscope Lyrical Program: Be in love with your miracle (銀盤カレイドスコープ vol．7: リリカル・プログラム：Be in love with your miracle?) - 23 giugno 2006, ISBN 4-08-630302-7
8. Ginban Kaleidoscope Cosmic Program: Big time again! (銀銀盤カレイドスコープ vol．8: コズミック・プログラム：Big time again!?) - 25 novembre 2006, ISBN 4-08-630326-4
9. Ginban Kaleidoscope Cinderella Program: Say it ain't so (銀盤カレイドスコープ vol．9: シンデレラ・プログラム：Say it ain't so?) - 25 novembre 2006, ISBN 4-08-630331-0

## Anime

Tazusa e Pete

- Opening: Dual di YeLLOW Generation
- Ending: energy di Marina Inoue
- Insert song: Way di Marina Inoue

| Nº | Titolo italiano Giapponese 「Kanji」 - Rōmaji                                                    | In onda          | In onda |
| Nº | Titolo italiano Giapponese 「Kanji」 - Rōmaji                                                    | Giapponese       |         |
| 1  | La bellezza da 10 miliardi di dollari 「100億ドルの女」 - 100 Oku Doru no Onna                   | 8 ottobre 2005   |         |
| 2  | La parola chiave è pomodoro 「キーワードはトマト」 - Kīwādo wa Tomato                            | 15 ottobre 2005  |         |
| 3  | Triplo problema 「トリプル·トラブル」 - Toripuru Toraburu                                        | 22 ottobre 2005  |         |
| 4  | Uno scioccante Free Program 「驚愕のフリープログラム」 - Kyōgaku no Furī Puroguramu              | 29 ottobre 2005  |         |
| 5  | Sola a un appuntamento 「一人でデート」 - Hitori de Dēto                                         | 5 novembre 2005  |         |
| 6  | Cambio 「チェンジ」 - Chenji                                                                     | 12 novembre 2005 |         |
| 7  | La cameriera di Hikami 「氷上のウエイトレス」 - Hyōjō no Ueitoresu                               | 19 novembre 2005 |         |
| 8  | L'ultima battaglia con la stampa! 「マスコミ最終戦争、勃発!」 - Masukomi Saishū Sensō, Boppatsu! | 26 novembre 2005 |         |
| 9  | Triangolo amoroso 「トライアングル·ラブ」 - Toraianguru Rabu                                     | 3 dicembre 2005  |         |
| 10 | Limite di tempo 「タイムリミット」 - Taimu Rimitto                                               | 10 dicembre 2005 |         |
| 11 | Bacia e piangi 「キス·アンド·クライ」 - Kisu Ando Kurai                                          | 17 dicembre 2005 |         |
| 12 | Cenerentola 「シンデレラ」 - Shinderera                                                          | 24 dicembre 2005 |         |